# Gull-Rock-Nationalpark
Der Gull-Rock-Nationalpark ist ein Nationalpark im Süden des australischen Bundesstaates Western Australia, 25 km östlich von Albany. Er wurde 2006 als Western Australias 97. Nationalpark eröffnet und bedeckt eine Fläche von 2593 ha. Das Gebiet liegt nördlich des King George Sound, östlich des Oyster Harbour und westlich vom Taylor Inlet.
Das Gebiet ist ein Beispiel fast unberührter Küstenvegetation östlich des Kalgan River. Das Land besteht aus Granitvorgebirgen, die durch Sandstrände, Seen und Feuchtgebiete zwischen Dünen unterbrochen sind, und enthält so eine Reihe besonderer Ökosysteme. Granitfelsen gibt es z. B. am Mount Taylor und an Mount Martin, die beide zur Gardner-Landformation gehören. Im Park leben bedrohte Vogelarten wie der Lärmdickichtvogel (Atrichornis clamosus), der Langschnabel-Lackvogel (Dasyornis longirostris) und der Grauschopf-Wippflöter (Psophodes nigrogularis). Im Rahmen einer gezielten Nachsuche an der Südküste von Western Australia fand man im Jahr 2008 unter anderem auch im Gull-Rock-Nationalpark Exemplare der in Western Australia als gefährdet eingestuften Spinnenart Austrarchaea mainae, die zur Familie der Archaeidae gehört.
Im Park kann man Banksien- und Kasuarinenwälder, offenes Heideland und grasbewachsene Dünen finden. Von den vorkommenden Pflanzenarten sind besonders erwähnenswert Banksia coccinea, Hakea elliptica, Allocasuarina trichodon, Agonis marginata und Dryandra formosa.